# Rémi Moreno Flores
Cet article possède des homonymes et des paronymes, voir Moreno et Flores.
Rémi Moreno Flores, né le 13 novembre 1988 à Créteil, est un tireur sportif français.
Il est médaillé d'or en tir à 50 mètres en carabine couché par équipes à l'Universiade d'été de 2015 à Gwangju.
Il remporte la médaille d'or en tir à la carabine en position couchée à 300 mètres par équipes aux Championnats du monde de tir 2018 à Changwon avec Valérian Sauveplane et Michael d'Halluin.
Il est médaillé d'argent en tir à la carabine en position couchée à 300 mètres aux Championnats d'Europe 2019 à Tolmezzo, ainsi qu'au Le championnat d’Europe de tir à 300 mètres à Zagreb en Croatie fin juillet 2022.